# Слободчук, Виталий (Виктор) Иванович
Виталий (Виктор) Иванович Слободчук (род. 14 августа 1943 года, Белгород, РСФСР, СССР) — художественный руководитель Белгородского государственного академического драматического театра им. М. С. Щепкина, заслуженный деятель искусств РФ (2003).

## Биография
Виталий (Виктор) Иванович Слободчук родился 14 августа 1943 года в Белгороде.
У художественного руководителя БГАДТ два имени — Виталий по документам и Виктор — по жизни.

## Деятельность
С 1963 года, после окончания Белгородского музыкального училища, а затем — Белгородского педагогического института им. Ольминского (на сегодняшний день НИУ «БелГУ»), работал в сфере культуры, директором детских музыкальных школ области — Белгородской № 5, Корочанской, Губкинской. В 1973 году, после двухлетнего руководства Белгородским театром кукол, возглавил Белгородский драматический театр.
Окончил Высшие курсы ГИТИСа. Сочетая огромный практический опыт, широкую эрудицию, высокий художественный вкус, прекрасные организаторские способности и коммерческие навыки, В. И. Слободчук в числе первых в театральной России, опробовал на деле менеджерскую модель театра, и доказал её преимущества, за что в 1999 году был назван в числе лучших менеджеров России.
Виталий Иванович — инициатор и организатор Всероссийского театрального фестиваля «Актеры России — Михаилу Щепкину», который с 1988 года регулярно проводится на сцене БГАДТ. За время его работы театр гастролировал во многих городах Украины, Прибалтики, Польши, Сербии. Благодаря усилиям В. И. Слободчука театр активно включился в международное сотрудничество: тесные творческие связи долгое время поддерживались с харьковскими театрами им. Т. Г. Шевченко и А. С. Пушкина, Одесским русским драматическим театром, Русским театром имени С. Вургуна (г. Баку, Азербайджан), Народным театром города Ниш (Сербия), Драматическим театром имени Я. Кохановского города Ополе (Польша). Белгородский драмтеатр неоднократно принимал участие в Днях русской культуры на Украине, в международных фестивалях «Встречи в Одессе» и «Белая Вежа» (г. Брест, Беларусь).
С 2010 года является председателем Белгородского отделения Союза театральных деятелей России
Выдающий театральный критик А.П, Свободин писал, что Виталий Слободчук принадлежит к тем редким людям, которые обладают особой группой театральной крови, для которых театр — кислород бытия.
Виталий Иванович вёл активную работу по укреплению и развитию общественных, деловых и культурных международных связей, когда имел должность депутата Белгородской областной Думы (полномочия депутата Белгородской областной Думы IV и V созывов были окончены 13.09.2015)

## Награды и звания
- Орден Дружбы (1 сентября 2012 года) — за большие заслуги в развитии отечественной культуры и искусства, многолетнюю плодотворную деятельность[2].
- Медаль ордена «За заслуги перед Отечеством» I степени (29 апреля 2019 года) — за большой вклад в развитие отечественной культуры и искусства, многолетнюю плодотворную деятельность[3].
- Медаль ордена «За заслуги перед Отечеством» II степени (25 августа 1997 года) — за заслуги перед государством, большой вклад в укрепление дружбы и сотрудничества между народами, многолетнюю плодотворную деятельность в области культуры и искусства[4].
- Заслуженный деятель искусств Российской Федерации (11 июня 2003 года) — за заслуги в области искусства[5].
- Медаль «За заслуги перед Землёй Белгородской» I степени.
- Высший знак отличия Белгородской области «Коллекция памятных медалей: Прохоровское поле — Третье ратное поле России» III степени.
- Почётный гражданин города Белгорода.
- Почётный член Петровской академии наук и искусств.